# Meistriliiga 2019
Die Meistriliiga 2019 war die 29. Spielzeit der höchsten estnischen Fußball-Spielklasse der Herren. Die estnische Meisterschaft, die offiziell als A. Le Coq Premium liiga ausgetragen wurde, begann am 8. März 2019. Saisonende war am 9. November 2019.

## Modus
Die Liga umfasste wie in der Vorsaison zehn Teams. Titelverteidiger war FC Nõmme Kalju. Aufsteiger aus der Esiliiga war der Zweitligameister Maardu Linnameeskond. Die Meisterschaft wurde in einer regulären Spielzeit mit je zwei Hin- und zwei Rückrundenspielen ausgetragen. Jedes Team trat dabei vier Mal gegen jede andere Mannschaft an. Der Tabellenletzte stieg direkt in die Esiliiga ab, der Vorletzte musste in die Relegation.

## Teilnehmer
| Verein               | Stadt         | Stadion                   | Kapazität |
| -------------------- | ------------- | ------------------------- | --------- |
| FC Flora Tallinn     | Tallinn       | A. Le Coq Arena           | 9.692     |
| JK Tallinna Kalev    | Tallinn       | Kalevi Keskstaadion       | 11.5000   |
| FCI Levadia Tallinn  | Tallinn       | Kadrioru staadion         | 5.000     |
| JK Tulevik Viljandi  | Viljandi      | Viljandi linnastaadion    | 2.000     |
| JK Tammeka Tartu     | Tartu         | Tamme staadion            | 1.600     |
| FC Kuressaare        | Kuressaare    | Kuressaare linnastaadion  | 2.000     |
| JK Trans Narva       | Narva         | Narva Kreenholmi Staadion | 1.065     |
| FC Nõmme Kalju       | Tallinn-Nõmme | Hiiu staadion             | 0.500     |
| Paide Linnameeskond  | Paide         | Paide linnastaadion       | 0.268     |
| Maardu Linnameeskond | Maardu        | Maardu linnastaadion      | 1.000     |

## Abschlusstabelle
| Pl. | Verein                   | Sp. | S  | U  | N  | Tore    | Diff. | Punkte |
| --- | ------------------------ | --- | -- | -- | -- | ------- | ----- | ------ |
| 1.  | FC Flora Tallinn         | 36  | 29 | 3  | 4  | 110:210 | +89   | 90     |
| 2.  | FCI Levadia Tallinn      | 36  | 24 | 6  | 6  | 098:320 | +66   | 78     |
| 3.  | FC Nõmme Kalju (M)       | 36  | 22 | 11 | 3  | 079:340 | +45   | 77     |
| 4.  | Paide Linnameeskond      | 36  | 23 | 5  | 8  | 078:300 | +48   | 74     |
| 5.  | JK Tammeka Tartu         | 36  | 14 | 7  | 15 | 057:620 | −5    | 49     |
| 6.  | JK Trans Narva (P)       | 36  | 13 | 9  | 14 | 057:490 | +8    | 48     |
| 7.  | JK Tulevik Viljandi      | 36  | 7  | 7  | 22 | 035:750 | −40   | 28     |
| 8.  | JK Tallinna Kalev        | 36  | 6  | 6  | 24 | 029:890 | −60   | 24     |
| 9.  | FC Kuressaare            | 36  | 6  | 5  | 25 | 024:870 | −63   | 23     |
| 10. | Maardu Linnameeskond (N) | 36  | 4  | 5  | 27 | 030:118 | −88   | 17     |

Platzierungskriterien: 1. Punkte – 2. weniger zugesprochene Siege – 3. Direkter Vergleich (Punkte, Tordifferenz, geschossene Tore) – 4. Siege – 5. Tordifferenz – 6. geschossene Tore – 7. Fair-Play
| (M) | amtierender Meister     |
| (P) | amtierender Pokalsieger |
| (N) | Neuaufsteiger           |

## Kreuztabelle
Die Kreuztabelle stellt die Ergebnisse aller Spiele dieser Saison dar. Die Heimmannschaft ist in der linken Spalte, die Gastmannschaft in der oberen Zeile aufgelistet. Die Teams spielten jeweils viermal – zwei Heim- und zwei Auswärtsspiele – gegeneinander, sodass insgesamt 36 Spiele zu absolvieren waren.
| Spieltage 1–18       | FC Flora Tallinn | FCI Levadia Tallinn | FC Nõmme Kalju | Paide Linnameeskond | JK Tammeka Tartu | JK Trans Narva | JK Tulevik Viljandi | JK Tallinna Kalev | FC Kuressaare | Maardu Linnameeskond |
| -------------------- | ---------------- | ------------------- | -------------- | ------------------- | ---------------- | -------------- | ------------------- | ----------------- | ------------- | -------------------- |
| FC Flora Tallinn     |                  | 1:3                 | 0:1            | 4:1                 | 4:1              | 2:2            | 2:0                 | 6:0               | 5:0           | 6:0                  |
| FCI Levadia Tallinn  | 1:2              |                     | 0:0            | 1:1                 | 7:0              | 2:0            | 5:2                 | 5:1               | 5:0           | 8:0                  |
| FC Nõmme Kalju       | 0:3              | 2:1                 |                | 0:2                 | 2:0              | 3:2            | 2:1                 | 2:2               | 3:2           | 6:0                  |
| Paide Linnameeskond  | 0:1              | 0:2                 | 0:2            |                     | 2:1              | 0:0            | 6:0                 | 2:0               | 7:0           | 2:0                  |
| JK Tammeka Tartu     | 0:2              | 1:2                 | 0:0            | 0:3                 |                  | 1:2            | 0:1                 | 2:0               | 1:1           | 2:2                  |
| JK Trans Narva       | 0:1              | 1:2                 | 0:0            | 0:1                 | 2:5              |                | 0:1                 | 2:2               | 0:0           | 5:1                  |
| JK Tulevik Viljandi  | 1:3              | 0:3                 | 2:3            | 2:2                 | 0:4              | 1:1            |                     | 1:2               | 1:2           | 2:0                  |
| JK Tallinna Kalev    | 0:2              | 1:6                 | 0:1            | 0:3                 | 0:4              | 0:4            | 0:2                 |                   | 3:0           | 2:0                  |
| FC Kuressaare        | 0:4              | 0:1                 | 0:0            | 0:1                 | 1:1              | 1:1            | 1:0                 | 2:0               |               | 1:0                  |
| Maardu Linnameeskond | 3:8              | 1:6                 | 0:5            | 1:4                 | 2:1              | 0:1            | 0:0                 | 0:0               | 1:0           |                      |

| Spieltage 19–36      | FC Flora Tallinn | FCI Levadia Tallinn | FC Nõmme Kalju | Paide Linnameeskond | JK Tammeka Tartu | JK Trans Narva | JK Tulevik Viljandi | JK Tallinna Kalev | FC Kuressaare | Maardu Linnameeskond |
| -------------------- | ---------------- | ------------------- | -------------- | ------------------- | ---------------- | -------------- | ------------------- | ----------------- | ------------- | -------------------- |
| FC Flora Tallinn     |                  | 2:1                 | 1:1            | 1:0                 | 0:1              | 1:0            | 3:0                 | 5:0               | 7:0           | 3:0                  |
| FCI Levadia Tallinn  | 1:2              |                     | 1:1            | 3:2                 | 1:1              | 1:0            | 1:1                 | 7:0               | 2:1           | 3:1                  |
| FC Nõmme Kalju       | 2:1              | 2:1                 |                | 1:1                 | 2:3              | 2:2            | 2:2                 | 6:0               | 7:2           | 4:0                  |
| Paide Linnameeskond  | 1:1              | 3:1                 | 0:1            |                     | 2:0              | 1:0            | 4:0                 | 2:1               | 6:1           | 5:0                  |
| JK Tammeka Tartu     | 1:6              | 1:1                 | 1:2            | 3:2                 |                  | 6:4            | 1:3                 | 2:2               | 4:0           | 2:0                  |
| JK Trans Narva       | 0:1              | 1:3                 | 1:1            | 0:1                 | 3:2              |                | 3:2                 | 2:0               | 4:2           | 5:2                  |
| JK Tulevik Viljandi  | 0:3              | 0:3                 | 0:3            | 1:2                 | 0:1              | 0:2            |                     | 1:1               | 3:0           | 2:1                  |
| JK Tallinna Kalev    | 0:2              | 0:1                 | 2:3            | 0:2                 | 1:2              | 0:3            | 3:0                 |                   | 2:1           | 1:4                  |
| FC Kuressaare        | 0:3              | 0:3                 | 0:3            | 0:3                 | 0:1              | 0:1            | 4:1                 | 0:1               |               | 1:0                  |
| Maardu Linnameeskond | 0:12             | 1:4                 | 1:4            | 2:4                 | 0:1              | 1:3            | 2:2                 | 2:2               | 2:1           |                      |

## Relegation
Am Ende der regulären Saison trat der Neuntplatzierte der Meistriliiga gegen den Zweitplatzierten der Esiliiga, in der Relegation an. Die Spiele fanden im 16. und 23. November 2019 statt, wobei zuerst der Zweitligist Heimrecht hatte.
| Datum                            |                 | Ergebnis |                 |
| -------------------------------- | --------------- | -------- | --------------- |
| 16. November 2019, 13:00 Uhr OEZ | JK Vaprus Pärnu | 1:4      | FC Kuressaare   |
| 23. November 2019, 13:00 Uhr OEZ | FC Kuressaare   | 1:2      | JK Vaprus Pärnu |
| Gesamt:                          | JK Vaprus Pärnu | 3:5      | FC Kuressaare   |

## Torschützenliste
| Platz | Spieler              | Mannschaft          | Tore |
| ----- | -------------------- | ------------------- | ---- |
| 01.   | Erik Sorga           | FC Flora Tallinn    | 31   |
| 02.   | Nikita Andrejew      | FCI Levadia Tallinn | 13   |
| 02.   | Alassana Jatta       | Paide Linnameeskond | 13   |
| 02.   | Eric McWoods         | JK Trans Narva      | 13   |
| 02.   | Kaima Saag           | JK Tulevik Viljandi | 13   |
| 06.   | Herol Riiberg        | FC Flora Tallinn    | 12   |
| 06.   | Konstantin Vassiljew | FC Flora Tallinn    | 12   |
| 08.   | João Morelli         | FCI Levadia Tallinn | 11   |
| 08.   | Sten Reinkort        | JK Tammeka Tartu    | 11   |
| 08.   | Mark Oliver Roosnupp | FCI Levadia Tallinn | 11   |
| 08.   | Yann Michael Yao     | Paide Linnameeskond | 11   |